# Премія в галузі публіцистики імені Володимира Бабляка
Премія в галузі публіцистики імені Володимира Бабляка — премія за успіхи в публіцистиці

Володимир Бабляк (стоїть) і Олесь Гончар під час перебування останнього в Чернівцях

Чернівецька обласна організація журналістів заснувала премію в галузі публіцистики у 1991 році і присвоїла їй ім’я письменника Володимира Бабляка.

 Володимир Самійлович Бабляк (1916-1970) народився на Хмельниччині, але майже все його творче життя пройшло на Буковині, в Чернівцях.
 
Тут він довгий час працював в газеті «Радянська Буковина», написав свої романи, оповідання, публіцистичні твори.

Вручається премія щорічно журналістам за помітні публікації в періодичній пресі, а також за роботи по вивченню історії Буковинського краю, журналістики.
 
Серед лауреатів премії такі відомі письменники, як Тамара Севернюк, Марія Матіос, журналісти: Василь Гринюк заслужений журналіст України, заступник головного редактора газети «Молодий буковинець», Чередарик Людмила Флорівна, член НСЖУ, редактор газети «Версії», а також менш відомі, але не менш, по-своєму,  заслужені учні Чернівецької середньої школи № 32 – члени літературного гуртка «Жванчик», який випустив своєрідний і досить цікавий літературний журнал, плідно працює над творчою спадщиною письменника Бабляка. 